# Sergio Federovisky
Sergio Federovisky (Buenos Aires, 1 de diciembre de 1962) es un biólogo, periodista y ambientalista argentino. Cumple un doble rol profesional desde hace más de treinta años, con coberturas en gráfica, radio y televisión, que han incluido premios nacionales e internacionales. Desde el año 2016 conduce el programa de TV Ambiente y Medio por la TV Pública, ha sido galardonado con el Martín Fierro 2016 y 2017 al mejor programa cultural/educativo.

## Estudios
En 1985 se recibió de biólogo especializado en Ecología en la Facultad de Ciencias Exactas de la Universidad de Buenos Aires. Fue investigador de la UBA y del Instituto Internacional de Medio Ambiente y Desarrollo –IIED- América Latina, integrante del histórico Suplemento Verde de Página 12, la primera incursión de un diario argentino en la cuestión ambiental. En 1991 viajó a Costa Rica donde fue coordinador de la cobertura ambiental de la agencia InterPress Service (IPS) y fue uno de los pocos periodistas argentinos en asistir a la histórica Cumbre de la Tierra -Eco92- de Río de Janeiro, donde fue editor del periódico publicado diariamente por las Naciones Unidas. Luego, y por seis años, fue editor de temas ambientales del diario Clarín.

## Cargos

### Carrera profesional
Fue miembro del Consejo Directivo de Acumar, presidente de la Agencia Ambiental La Plata entre 2009 y 2014, conductor del programa “Contaminación Cero” por América 24 entre 2005 y 2015. Fue profesor de la materia “Medio ambiente en la política pública” en las maestrías de Economía Urbana y Políticas Públicas de la Universidad Torcuato Di Tella. Profesor del Posgrado en Comunicación Científica, Médica y Medioambiental de la Universidad Pompeu Fabra de Barcelona.
Durante su gestión al frente de la Agencia Ambiental de La Plata fue la persona encargada de recibir las múltiples denuncias y quejas por la contaminación del Arroyo el Gato y por los basurales a cielo abierto ilegales alimentados por la empresa de residuos contratada por el gobierno municipal. Ningún caso obtuvo respuesta. Posteriormente el Arroyo el Gato también fue protagonista durante la trágica inundación del 2 de abril de 2013, donde fallecieron al menos 89 personas.

## Publicaciones

### Libros publicados
1. “Argentina, de espaldas a la ecología. Apuntes sobre política ambiental”, Le Monde Diplomatique, 2014[7][8][9][10]
2. “Los mitos del medio ambiente”, Capital Intelectual, 2012.[11][12]
3. “Los mitos del medio ambiente” (edición española), Ed. Clave intelectual, 2013.[13][14][15]
4. “Historia del medio ambiente”, Capital Intelectual, 2007. Reedición 2011.[16]
5. “El medio ambiente no le importa a nadie”, Planeta. 2007[17]
6. "Las utopías del medio ambiente. El desarrollo sustentable en Argentina", Centro Editor de América Latina, 1992. (En colaboración).[18]
7. "Agua y medio ambiente en Buenos Aires". Ed. Fraterna, 1992 (En colaboración).[19]
8. “Contaminación del Riachuelo”, Ed. Greenpeace, 1988.
9. “Desastres y vulnerabilidad en América latina”, Ed IIED-América Latina, 1990. (En colaboración).